# Carl-Ebbe Andersen
Carl-Ebbe Andersen (Roskilde, 19 gennaio 1929 – Roskilde, 14 giugno 2009) è stato un canottiere danese.
Ha vinto la medaglia d'oro olimpica nel canottaggio alle Olimpiadi di Londra 1948, in particolare nella specialità due con maschile.